# Жан де Венет
Жан де Вене́т або Вене́тт (фр. Jean de Venette; 1307, Венетт — 1369) —  французький  хроніст і поет; продовжувач хроніки Гійома де Нанжі (fr:Guillaume de Nangis); оповідав про події 1340—1368 років в північно-східній Франції.

## Біографія
Родом з-під  Комп'єні, з селянської сім'ї. Ще в юності був пострижений у ченці  Кармелітського ордену. Старанним навчанням та здібностями заслужив повагу і був обраний в 1339 році пріором Паризького монастиря свого ордену і призначений тлумачем сентенцій  отця Ломбара (Sentences du P. Lombard), які займали тоді думки богословів. Вів досить привільне життя і помер у 1369 році, залишивши співвітчизникам два примітних твори: «Роман трьох Марій» та продовження хроніки Гійома де Нанжі.

## Творчість
- «Роман трьох Марій» (Roman des trois Maries), в якому, за звичаєм тих часів, священні перекази церкви були перемішані з нісенітницями. У творі близько 40 тис. силабічних римованих віршів. Два рукописних примірники зберігалися в королівській паризькій бібліотеці. Відомий антикварій  Сент-Пале зробив виписки з твору і надрукував їх в записках Академії написів; абат Гуже видав скорочення роману в серії «Французька бібліотека».
- «Seconde Continuation de la Chronique de Guillaume de Nangis» — літопис про час від 1340 до 1397 рр.. Д'Ашері видав продовження цієї примітної літописі в 11-му томі першого видання свого Specilegium.
- «Хроніка кармелітів» (Chronicon Carmelitarum, liber unus, Венеція, 1507).
- «Adnotationes ad quatrum librum rerum».
- «De officiis divinis liber unus».
- «Concionum Synodalium».
- «Liber determinatium theologicarum».

### Продовження хроніки Гійома де Нанжі
Його продовження хроніки Гійома де Нанжі обіймає період 1340—1368 років (надруковано в XI томі «Specilegium» д'Ашері) і, хоча написане погано латиною, вигідно відрізняється від попередніх творів цього роду. Замість сухого переліку подій де Венет вніс у хроніку елемент суб'єктивної історичної критики. Вийшовши сам з народу, Венет залишався гарячим захисником прав нижчих класів, тяжке становище яких він представляв у всій неприкрашену його непривабливості.
Розпуск Генеральних штатів в 1356 році він вважав джерелом всіх нещасть країни і громив як винуватицю всіх смут. Однак, його демократичний ідеал не заходив далеко. Панщину й усі інші обов'язки селян щодо синьйорів він вважав священними і недоторканними. Він обурювався на знать тільки за те, що вона не виконувала своїх обов'язків щодо селян, тобто замість того, щоб охороняти від іноземної навали й оберігати їхнє господарство, справедливо стягуючи встановлену звичаєм данину, нещадними поборами розоряла їх і доводила до злиднів.
Точно так само, попри те, що він вважав справедливими вимоги  Жакерії, він не визнавав за селянами права зі зброєю в руках відстоювати свої домагання і стверджував, що тільки бог і король має право заступитися за пригноблених селян. Це, однак, не завадило йому оплакувати всі жахи упокорення Жакерії в 1358 році і розповідати як очевидець про цілі села, випалені й вирізані в провінції  Бовезі.